# Cyathea pallidipaleata
Cyathea pallidipaleata är en ormbunkeart som beskrevs av Holtt. Cyathea pallidipaleata ingår i släktet Cyathea och familjen Cyatheaceae. Inga underarter finns listade.